# 가호서원
가호서원(佳湖書院)은 대한민국 경상남도 진주시 이반성면 용암리에 위치한 조선 시대의 서원이다. 임진왜란 당시 의병장으로 활동했던 정문부를 제향하고 있으며, 내부에는 정문부장군유물전시관도 설립되었다.